# Pedro Maria Sison
Pedro Maria Sison (Urdaneta, 18 januari 1885 - Manilla, 12 juni 1938) was een Filipijns politicus.

## Biografie
Pedro Maria Sison werd geboren op 18 januari 1885 in Urdaneta in de Filipijnse provincie Pangasinan. Hij studeerde aan het San Alberto Magno in Dagupan en het Colegio de San Juan de Letran. De uitbraak van de Filipijnse revolutie in 1896 onderbrak zijn middelbareschoolopleiding echter. Hij hielp zijn vader in de strijd tegen de Spanjaarden. Na de revolutie studeerde Sison rechten. Op 30 september 1907 werd hij door het Hooggerechtshof van de Filipijnen toegelaten tot de Filipijnse balie. Nadien was hij werkzaam als advocaat. Ook was hij enige tijd assistent-thesaurier van Pangasinan.
In 1912 werd Sison namens het 4e kiesdistrict van Pangasinan voor vier jaar gekozen in het Filipijns Huis van Afgevaardigden. Bij de verkiezingen van 1916 werd Sison namens het 2e Senaatsdistrict gekozen in de Senaat van de Filipijnen. Omdat hij de meeste stemmen in zijn district behaalde won hij een termijn van zes jaar tot 1922. In de Senaat diende hij in 1916 samen met Rafael Palma een wet in die vrouwen in de Filipijnen kiesrecht moest geven. Dit wetsvoorstel haalde het echter niet. Stemrecht kregen vrouwen in de Filipijnen uiteindelijk in 1937. Na zijn periode als senator zou Sison geen politieke functies meer bekleden. Wel werd hij in 1934 nog gekozen tot lid van de Constitutionele Conventie waar de Filipijnse Grondwet van 1935 werd vastgesteld.
Na zijn periode als politicus was Sison rechter. Hij werd in februari 1929 benoemd tot hulprechter. In 1930 volgde een promotie tot rechter van het Court of First Instance van het 12e juridische district van Batangas en Mindoro. Nadien was hij rechter van soortgelijke rechtbanken in Bulacan en in Manilla. 
Sison overleed in 1938 op 53-jarige leeftijd in de rechtszaal in Manilla als gevolg van hartfalen. Hij was getrouwd met Gracia Palisoc Moran en kreeg met haar negen kinderen. Geen van zijn kinderen werden politicus.